# Sida rodrigoi
Sida rodrigoi är en malvaväxtart som beskrevs av H. Monteiro. Sida rodrigoi ingår i släktet sammetsmalvor, och familjen malvaväxter. Inga underarter finns listade i Catalogue of Life.